# Akte X – Die unheimlichen Fälle des FBI/Staffel 4
Die vierte Staffel der US-Mystery-Fernsehserie Akte X – Die unheimlichen Fälle des FBI umfasst 24 Episoden und wurde in den Vereinigten Staaten 1996/97 erstmals ausgestrahlt, in Deutschland 1997/98.

## Handlung
| Nr. (ges.) | Nr. (St.) | Deutscher Titel                       | Originaltitel                      | Erstausstrahlung USA | Deutschsprachige Erstausstrahlung (D) | Regie            | Drehbuch                                         |
| --- | --------- | ------------------------------------- | ---------------------------------- | -------------------- | ------------------------------------- | ---------------- | ------------------------------------------------ |
| 74 | 1         | Herrenvolk – Teil 2                   | Herrenvolk (2)                     | 4. Okt. 1996         | 14. Sep. 1997                         | R. W. Goodwin    | Chris Carter                                     |
| In Alberta (Kanada) wird ein Elektriker von einer Biene gestochen, als er an einem Telefonmasten arbeitet. Er erleidet eine allergische Reaktion und stirbt, dabei wird er von fünf identisch aussehenden Jungen beobachtet. Scully, Mulder und Smith sehen den Bounty Hunter kommen und Mulder und Smith flüchten, während Scully versucht ihn zu stoppen. Mulder kann den Bounty Hunter mit dem Stiletto niederstechen und kann dann mit Smith auf einem Boot entkommen. Der Bounty Hunter ist jedoch nicht tot, sondern ergreift Scully um herauszufinden wohin Mulder und Smith gehen. Erst als er merkt, dass sie nichts weiß, lässt er von ihr ab. Mulder will, dass Smith Teena heilt, doch weiß er auch, dass es im Moment zu gefährlich ist, in das Krankenhaus zu gehen. Sie gehen stattdessen nach Kanada, wo Mulder, laut Smith, seine Schwester wiedersehen soll. In der Zwischenzeit trifft der First Elder im Krankenhaus den Krebskandidaten und konfrontiert ihn mit den Fotos, die ihn mit Teena zeigen. Sie erkennen, dass es ein Leck in ihren Reihen gibt und beschließen die falsche Information, dass Teena in Gefahr sei, herauszugeben um so herauszufinden, wer der Verräter ist. Der Bounty Hunter weiß wo Smith und Mulder sind, nachdem er einen Anruf von Scully an Mulder mitgehört hat und versucht nun sie zu verfolgen. Scully informiert Skinner, der ihr sagt, dass alle anderen Smiths verschwunden sind. Scully und Agent Pendrell untersuchen die Dateien, die die Smiths zusammenstellten und versuchen sie zu entschlüsseln. Scully trifft sich mit X, der ihr sagt, dass die Dateien im Zusammenhang mit dem Pocken-Ausrottungsprogramm der Regierung zu tun hat und warnt sie, dass Teena in Gefahr schwebt. In Kanada finden Mulder und Smith die Leiche des Elektrikers, die schon stark verwest ist und Smith führt Mulder zu einem Feld, auf dem eine Gruppe identischer Kinder arbeitet. Die Mädchen sehen alle aus wie Samantha als sie entführt wurde. Smith erklärt, dass die Kinder willenlose Arbeiter sind und nicht sprechen können. Mulder nimmt einen der weiblichen Klone mit sich. Da erscheint der Bounty Hunter. Er drängt das Trio in einen großen Bienenstock, wo der Bounty Hunter von einer Falle des Trios niedergestreckt und mehrfach gestochen wird. Scully und Pendrell informieren Skinner und ein Gremium über die Dateien der Smiths, bei denen es sich um eine Katalogisierung von Menschen handelt. Wieder erreicht der Bounty Hunter Mulder, Smith und den Klon und schlägt Mulder nieder, sodass der das Bewusstsein verliert. Der Bounty Hunter verfolgt dann den fliehenden Smith. Mulder kehrt wieder an das Krankenbett seiner Mutter zurück. Das Konsortium lockt X in Mulders Wohnung, wo er vom Grauhaarigen Mann erschossen wird. X schleppt sich in Mulders Wohnung, wo er SRSG mit seinem Blut auf den Boden schreibt und dann stirbt. Die Nachricht führt Mulder zu Marita Covarrubias, der Assistentin des Sonderbeauftragten des Generalsekretärs der Vereinten Nationen. Sie sagt Mulder, dass die Felder in Kanada aufgegeben wurden, aber zeigt ihm Bilder von den Drohnenkindern bei der Arbeit. Im Krankenhaus weist der Krebskandidat den Bounty Hunter an Mulders Mutter zu heilen, um Mulder nicht unberechenbar zu machen.                                   |           |                                       |                                    |                      |                                       |                  |                                                  |
| 75 | 2         | Blutschande                           | Home                               | 11. Okt. 1996        | 29. Dez. 1997                         | Kim Manners      | Glen Morgan, James Wong                          |
| In der kleinen Stadt Home in Pennsylvania bringt eine Frau ein entstelltes Kind zur Welt. Drei ähnlich entstellte Männer beerdigen es in der Nähe des Hauses. Scully und Mulder ermitteln, nachdem einige Kinder beim Spielen die Leiche des Babys gefunden haben. Mulder befragt den Sheriff Andy Taylor, ob die Peacocks, deren Haus in der Nähe des Fundorts liegt, befragt wurden. Taylor verneint und verweist darauf, dass die Familie nicht in die Gemeinschaft integriert ist, das Haus weder Strom- noch Wasseranschluss hat und die Familie Inzucht betreibt. Von der Veranda aus beobachten die drei Peacock-Brüder die Agenten. Bei der Obduktion stellt sich heraus, dass das Baby lebendig begraben wurde und Scully vermutet, dass die Entstellungen des Kindes auf Inzucht zurückzuführen sein könnten. Mulder merkt an, dass es im Haushalt der Peacocks aber nur die drei Männer gäbe. Mulder und Scully begeben sich zu dem Haus, da sie vermuten, dass die Peacocks eine Frau entführt und vergewaltigt haben könnten. Im Haus finden sie Blutspuren, eine Schere und eine Schaufel. Es wird ein Haftbefehl für die Brüder ausgestellt. Als Vergeltung brechen die Peacocks bei Sheriff Taylor ein und töten ihn und seine Frau. Labortests zeigen, dass die Eltern des Kindes Mitglieder der Peacock-Familie sein müssen. Forensische Spuren weisen auf die Peacocks als Täter im Mordfall des Sheriffs hin und so eilen Scully Mulder und Deputy Barney Paster zum Peacock-Haus, um die Brüder zu verhaften. Beim Betreten des Hauses wird Paster durch eine Sprengfalle getötet. Scully und Mulder lassen die Schweine der Peacocks aus ihrem Stall, um so die Brüder aus dem Haus zu locken. Die Agenten gehen in das Haus und finden dort eine Frau, die keine Arme und Beine mehr hat. Es ist Mrs. Peacock, die Mutter der Männer, die mit ihnen seit Jahren Inzucht betreibt. Als die Männer merken, dass die Agenten im Haus sind, eilen sie ins Haus. Zwei der Männer sterben, Mrs. Peacock entkommt mit ihrem ältesten Sohn und plant mit ihm andernorts eine neue Familie zu gründen. |           |                                       |                                    |                      |                                       |                  |                                                  |
| 76 | 3         | Teliko                                | Teliko                             | 18. Okt. 1996        | 21. Sep. 1997                         | James Charleston | Howard Gordon                                    |
| Ein afrikanischer Mann wird auf der Toilette eines Flugzeugs von einem Mann, der Züge von Albinismus aufweist, angegriffen. Der Albino verlässt die Toilette mit einem normalen schwarzen Hautton. Nachdem das Flugzeug in den USA gelandet ist, findet man die Leiche des anderen Mannes, die nun keinerlei Hautfarbe mehr aufweist. Drei Monate später informiert Skinner Scully, dass in Philadelphia vier afroamerikanische Männer entführt wurden, einer davon wurde gefunden – auch er hatte keine Hautfarbe mehr. Ein Experte der CDC glaubt an eine Seuche, weshalb Scully ermitteln soll. Mulder kommt hinzu und sendet einige Proben von der Obduktion des Mannes an Agent Pendrell, der den Samen einer seltenen westafrikanischen Passionsblume findet. Mulder bringt den Samen zu seiner Informantin Marita Covarrubias und bittet um Hilfe, woraufhin sie ihn über den Toten im Flugzeug informiert. Samuel Aboah, ein Immigrant aus Afrika, der die US-Staatsbürgerschaft erlangen möchte, kidnappt einen jungen Afroamerikaner an einer Bushaltestelle. Mulder findet auch dort einen Samen der Blume. Die Agenten befragen den Sozialarbeiter Marcus Duff, der auch Aboah betreut, und fordern ihn auf die Passagierliste mit seinen Betreuungsfällen abzugleichen, wodurch sie Aboah auf die Spur kommen. Sie nehmen Aboah fest und untersuchen ihn. Mulder besucht einen Diplomaten aus Burkina Faso, dieser erzählt Mulder von einer Geschichte des Volkes der Bambara, genannt Teliko, „Geister der Lüfte“. Scully macht bei Aboah eine Positronen-Emissions-Tomographie, die zeigt, dass er keine Hirnanhangdrüse besitzt. Aboah flieht und trifft Duff, den er auch tötet. Mulder hält Aboah für einen Teliko. Auf einer Baustelle finden sie die Leichen weiterer Männer. Mulder wird von Aboah angegriffen, aber Scully schießt auf Aboah. Es bleibt unklar, ob Aboah überlebt und an welcher Krankheit er leidet. |           |                                       |                                    |                      |                                       |                  |                                                  |
| 77 | 4         | Unruhe                                | Unruhe                             | 27. Okt. 1996        | 28. Sep. 1997                         | Rob S. Bowman    | Vince Gilligan                                   |
| In Traverse City (Michigan) geht Mary Lefante in eine Apotheke um Passbilder machen zu lassen. Weil sie ihren Geldbeutel vergessen hat eilt sie zum Auto zurück und findet dort ihren Freund tot auf. Der Mörder betäubt Mary mit einer Kanüle und entführt sie. Der Apotheker schaut sich das Bild an, das er von Mary gemacht hat und sieht darauf eine schreiende Mary vor einem verschwommenen Hintergrund. Mulder und Scully untersuchen den Fall. Mulder erzählt Scully von Ted Serios, der Gedankenfotos machen konnte und vermutet, dass der Mörder eine ähnliche Gabe hat. In Lefantes Wohnung finden sie einen Fotoapparat, der das gleiche Foto produziert. Lefante wird in einem Wald gefunden, an ihr scheint eine Lobotomie vorgenommen worden zu sein. Später wird Alice Brand entführt, sie wird an einen Behandlungsstuhl gefesselt und der Entführer steht ihr mit einem Eispickel in der Hand gegenüber. In Washington, D.C. findet Mulder heraus, dass das Foto von Lefante manipuliert wurde und lässt es genauer untersuchen, wodurch das Gesicht eines älteren Mannes, sowie der Schatten des Mörders, der extrem lange Beine zu haben scheint, sichtbar wird. Scully begutachtet eine Baustelle, die von einer Firma betreut wird, die auch in der Nähe der Tatorte Baustellen hatte. Sie trifft dort auf den Vorarbeiter Gerry Schnauz, der auf Stelzen läuft und versucht vor ihr zu flüchten. Schnauz wird verhaftet und befragt, er ist der Polizei bereits bekannt, da er seinen Vater schwer verletzte, da dieser seine Schwester missbrauchte. Als sie ihn zu Brand befragen sagt er aus, dass sie nun vor den Heulern sicher sei. Bald darauf wird auch sie gefunden, auch an ihr wurde eine Lobotomie vorgenommen. Mulder glaubt, dass Schauz seine Opfer vor den Heulern schützen will und die Fotos seine Albträume spiegeln. Schnauz entkommt aus der Haft und raubt die Apotheke aus. Scully ist vor Ort und wird von Schnauz entführt. Mulder sieht sich die ehemalige Zahnarztpraxis von Gerrys Vater an und bemerkt, dass der Behandlungstuhl fehlt. Scully erwacht aus der Betäubung und ist an den Stuhl gefesselt, Schnauz sagt ihr, dass er die Heuler in ihrem Kopf töten und eine Lobotomie an ihr durchführen will. Doch Mulder findet sie rechtzeitig und tötet Schnauz. |           |                                       |                                    |                      |                                       |                  |                                                  |
| 78 | 5         | Rückkehr der Seelen                   | The Field Where I Died             | 3. Nov. 1996         | 5. Okt. 1997                          | Rob S. Bowman    | Glen Morgan, James Wong                          |
| In Apison (Tennessee) bekommen die Behörden von einem Anrufer, der sich Sidney nennt. Er informiert darüber, dass die Sekte „Tempel der sieben Sterne“ Kindesmissbrauch verübt und illegal Waffen besitzt. FBI und BATF untersuchen das Anwesen der Sekte, können aber den Sektenführer Vernon Ephesian nicht finden. Mulder hat ein Déjà-vu und eilt auf ein Feld, wo er unter einer Falltür Ephesian und seine sechs Frauen findet, die kurz davor sind sich zu vergiften. Ephesian wird festgenommen und Mulder verspürt eine seltsame Verbindung zu Melissa Riedal-Ephesian, einer der Frauen des Sektenführers. Skinner weist darauf hin, dass Ephesian und seine Frauen wieder schnell auf freien Fuß kommen, sollte es den Ermittlern nicht gelingen Sidney oder die Waffen zu finden. Ephesian leugnet, jemanden mit dem Namen Sidney zu kennen. Als Melissa verhört wird, beginnt sie plötzlich wie Sidney zu sprechen und sagt aus, dass Harry Truman der amtierende Präsident sei. Scully vermutet eine dissoziative Identitätsstörung, doch Mulder glaubt, sie erinnert sich an ein früheres Leben. Sie bringen sie zurück zum Tempel und dort nimmt sie die Persönlichkeit einer Frau aus dem Amerikanischen Bürgerkrieg an und sagt, dass die Waffen in einem Bunker auf dem Feld versteckt sind. Sie sagt zudem, dass Mulder im früheren Leben mit ihr auf dem Feld war und sie ihn dort hat sterben sehen. Melissa lässt sich in Regressionshypnose versetzten und sagt, dass sie Mulder mehrmals in früheren Leben getroffen hat. Auch Mulder lässt sich hypnotisieren und erinnert sich an ein Leben im Dritten Reich und während des Amerikanischen Bürgerkrieges. Damals hieß er Sullivan Biddle und Melissa hieß Sarah Kavanaugh. Scully findet im Archiv der Stadt Bilder von Biddle und Kavenaugh und gibt sie Mulder. FBI und BATF durchsuchen wieder das Anwesen Ephesians und dieser erkennt, dass er nicht lebend aus der Sache herauskommt. Er verteilt Giftcocktails an seine Sektenmitglieder und alle sterben. Mulder kann nur noch die tote Melissa in seine Arme schließen. |           |                                       |                                    |                      |                                       |                  |                                                  |
| 79 | 6         | Hexensabbat                           | Sanguinarium                       | 10. Nov. 1996        | 12. Okt. 1997                         | Kim Manners      | Valerie Mayhew, Vivian Mayhew                    |
| Während einer Fettabsaugung in Chicago beginnt Dr. Harrison Lloyd plötzlich gewaltsam große Mengen von Fett abzusaugen, sodass der Patient stirbt. Lloyd erzählt Mulder er fühlte sich geistig besessen. Scully ist skeptisch und vermutet dahinter eine Ausrede. Mulder entdeckt am Boden des OP-Saals Pentagramme, die in den Boden eingebrannt sind und vermutet Hexerei hinter den Vorkommnissen. Mulder möchte die Medikamente überprüfen, die Lloyd einnimmt. Dr. Ilaqua, ein anderer Chirurg der Klinik, tötet einen Patienten unter mysteriösen Umständen und kann sich an die Vorkommnisse nicht erinnern. Scully vermutet, dass beide Ärzte dieselben Medikamente nehmen. Auf der Videoaufzeichnung des zweiten Todesfalles erkennt Mulder, dass ein Pentagramm auf dem Bauch des Opfers zu sehen ist. Schon zehn Jahre zuvor geschahen ähnliche Todesfälle in der Klinik. Verdächtigt wird die Krankenschwester Rebecca Waite, die bei allen Todesfällen anwesend war. In ihrem Haus finden die Agenten Beweise dafür, dass sie Hexerei praktiziert, aber die Beweise wurden von anderen Angestellten der Klinik dort platziert. Dr. Franklin wird in seinem Haus von Waite angegriffen. Waite kann jedoch nicht befragt werden, da sie auf mysteriöse Weise stirbt. Mulder bemerkt, dass alle Opfer am Hexensabbat Geburtstag haben und befürchtet weitere Tote. In der Klinik kommt ein weiterer Patient ums Leben, als Säure sein Gesicht zerfrisst. Es gibt keine Verdächtigen und so schaut sich Mulder mit Hilfe einer Software an, wie Dr. Franklin nach einer plastischen Operation aussehen würde. Es zeigt sich, dass Franklin eigentlich Dr. Clifford Cox ist, den man seit den ersten Todesfällen von vor zehn Jahren für tot hielt. Cox versucht ein weiteres Opfer zu töten, da er so ewige Jugend erreichen will. Cox entfernt seine Haut um jünger auszusehen und wird nicht gefasst, es gelingt ihm sogar an ein anderes Krankenhaus zu kommen. |           |                                       |                                    |                      |                                       |                  |                                                  |
| 80 | 7         | Gedanken des geheimnisvollen Rauchers | Musings of a Cigarette Smoking Man | 17. Nov. 1996        | 19. Okt. 1997                         | James Wong       | Glen Morgan                                      |
| Der Krebskandidat belauscht, bewaffnet mit einem Scharfschützengewehr und einer Überwachungsausrüstung, ein Treffen von Mulder, Scully und den Einsamen Schützen. Frohike hat einige Informationen über den familiären Hintergrund des Krebskandidaten. Dann wechselt die Erzählung ins Jahr 1962. Der Krebskandidat ist Captain in der US-Armee in Fort Bragg (North Carolina). Ein Kamerad, Bill Mulder, zeigt ihm ein Foto seines Sohnes Fox. Der Krebskandidat trifft sich mit dem General und einer Gruppe Männer, die ihn damit beauftragen Präsident John F. Kennedy zu ermorden. Der Krebskandidat bekommt den Decknamen Mr. Hunt, tötet Kennedy und führt die Spuren zu Lee Harvey Oswald. Fünf Jahre später schreibt er einen Roman unter dem Pseudonym Raul Bloodworth. Er trifft sich mit einer Gruppe Männer, darunter J. Edgar Hoover, und überzeugt die Gruppe davon, dass Martin Luther King, Jr. ermordet werden sollte. Er bietet sogar an, den Auftrag selbst auszuführen, kurz darauf lehnt ein Verlag seinen Roman ab. 1991 trifft sich der Krebskandidat mit einer Reihe von Untergebenen und diskutiert mit ihnen die Kontroversen um Anita Hill und den Prozess von Rodney King. Er befiehlt, dass die Buffalo Bills den Super Bowl nicht gewinnen und es zeigt sich, dass er den sowjetischen Torhüter unter Drogen setzte, um das Ergebnis des Miracle on Ice zu beeinflussen. Zu dieser Zeit hat er bereits auch Fox Mulder unter Beobachtung. Er erhält einen Anruf von Deep Throat und sie treffen sich an der Absturzstelle eines UFOs. Der Alien ist noch am Leben. Deep Throat und der Krebskandidat sinnieren darüber, wie oft sie schon die Geschichte beeinflusst haben, Deep Throat erschießt daraufhin den Alien. Im März 1992 ist der Krebskandidat anwesend, als Scully den X-Akten zugeteilt wird und 1996 nimmt ein Verlag seinen Roman an, doch er muss erkennen, dass sein Roman an einigen Stellen verändert wurde, was ihn sehr enttäuscht. Zurück in der Gegenwart: Der Krebskandidat hat die Möglichkeit Frohike zu erschießen, doch er tut es nicht, aber er hat die Gewissheit es irgendwann zu können. |           |                                       |                                    |                      |                                       |                  |                                                  |
| 81 | 8         | Tunguska – Teil 1                     | Tunguska (1)                       | 24. Nov. 1996        | 8. Nov. 1997                          | Kim Manners      | Frank Spotnitz, Chris Carter                     |
| Scully wird vor einem Ausschuss des Senats über den Verbleib von Mulder befragt. Sie möchte die Frage nicht beantworten und verliest ein Statement, in dem sie von Konspirationen innerhalb der Regierung spricht und der Vorsitzende Senator Sorenson droht ihr, sie wegen Missachtung des Senats zu belangen. Zehn Tage zuvor wird ein Kurier am Flughafen von Honolulu, der aus Georgien eingereist ist, vom Zoll kontrolliert. Einer der Kanister, den er mit sich führt, geht zu Bruch und es tritt schwarzes Öl (siehe auch Staffel 3, Episode 15) aus. Zur gleichen Zeit nehmen Scully und Mulder an einer Operation gegen Inlandsterrorismus teil und Mulders Tippgeber innerhalb der Gruppe ist Alex Krycek, der von den Terroristen aus seinem Gefängnis (siehe Staffel 3, Episode 16) befreit wurde. Krycek hat sich nun vom Krebskandidaten abgewendet und möchte mit den Agenten zusammenarbeiten. Er führt die Agenten zum Washington Dulles International Airport, wo sie versuchen einen weiteren Kurier mit Diplomatengepäck aus Russland zu erwischen. Es kommt zu einer Verfolgung im Flughafen und der Kurier lässt die Tasche zurück. In der Tasche befindet sich ein Stück Gestein. Mulder bringt Krycek in das Apartment von Skinner und fesselt ihn dort auf dem Balkon. Der Stein wird am Goddard Space Flight Center untersucht und Dr. Sacks, ein NASA-Wissenschaftler, teilt Scully mit, dass der Stein ein prähistorischer Meteorit ist, der möglicherweise Fossilien außerirdischer Bakterien beinhaltet. Skinner wird vom Krebskandidaten abgefangen, der die Herausgabe der Tasche fordert. Der Kurier bricht in Skinners Apartment ein, sucht nach der Tasche und wird dann von Krycek über den Balkon geworfen. Dr. Sacks schneidet den Stein auf und setzt so das schwarze Öl frei, das im Inneren des Steins war. Die Flüssigkeit durchdringt den Chemikalienschutzanzug und versetzt ihn in einen komatösen Zustand. Mulder trifft in New York Marita Covarrubias, die ihm mitteilt, dass das Gestein aus der russischen Region Krasnojarsk stammt und stellt ihm die Dokumente und Papiere zusammen, die er für eine Reise dorthin benötigt. Mulder nimmt Krycek mit, da dieser fließend Russisch spricht. In Charlottesville (Virginia) wird der Krebskandidat vom „gepflegten Mann“ ermahnt, als dieser von Mulders Reise erfährt. Die Agenten und Skinner werden vor den Senatsausschuss zitiert, da Sorenson über den Verbleib der Tasche informiert werden will. Skinner befragt deshalb Scully über Mulders Aufenthalt, doch die hält sich bedeckt. Mulder und Krycek wandern durch die Wälder von Krasnojarsk und Mulder meint, der Stein steht in Zusammenhang zum Tunguska-Ereignis. Die beiden Männer beobachten ein Zwangsarbeitslager, werden entdeckt und in ein Gulag gebracht. Skinner und Scully treffen Sorenson, der sie zum Tod des Kuriers und Mulders Aufenthaltsort befragt. Mulder unterhält sich mit einem Mitgefangenen, der ihm sagt, dass im Gulag Experimente an Gefangenen durchgeführt werden. Dann kommen Wachen in die Zelle und betäuben Mulder, als er wieder erwacht, ist er in einem großen Raum mit anderen Mitgefangenen. Er ist auf einem Tisch mit Maschendrahtzaun fixiert. Es wird schwarze Substanz in sein Gesicht gespritzt, wodurch er mit dem schwarzen Öl infiziert wird. |           |                                       |                                    |                      |                                       |                  |                                                  |
| 82 | 9         | Tunguska – Teil 2                     | Terma (2)                          | 1. Dez. 1996         | 8. Nov. 1997                          | Rob S. Bowman    | Frank Spotnitz, Chris Carter                     |
| Mulder wird im Gulag klar, dass Krycek ein Doppelagent ist, der für die russischen Aufseher arbeitet. Es gelingt Mulder aus dem Lager zu fliehen und Krycek als Geisel zu nehmen, doch auf der Flucht verliert er ihn. Krycek wird von einer Gruppe von Männern gefunden, die alle den linken Arm amputiert haben. Sie zwingen Krycek gewaltsam zur Amputation seines linken Arms, sodass auch er nicht mehr für die Experimente mit der schwarzen Öl-Impfung geeignet ist. In der Zwischenzeit reist der ehemalige KGB-Agent Vasily Peskow in die USA, tötet Dr. Bonita Charne-Sayre, die für das Konsortium den schwarzen Öl-Impfstoff hergestellt hat. Er sucht ihre Testpersonen und testet einen russischen Impfstoff an ihnen, danach tötet er sie um seine Spuren zu verwischen. Mulder kommt zurück in die USA und unterstützt Scully und Skinner vor dem Ausschuss des Senats. Die Agenten verfolgen die Spur von Peskow und folgen ihm nach Boca Raton (Florida). Peskow gelingt es die Agenten zu überlisten und zerstört die letzten Steine, die das schwarze Öl enthalten. Er kehrt nach Russland zurück, wo man sieht, dass Krycek ihn engagiert hatte. |           |                                       |                                    |                      |                                       |                  |                                                  |
| 83 | 10        | Die Sammlung                          | Paper Hearts                       | 15. Dez. 1996        | 9. Nov. 1997                          | Rob S. Bowman    | Vince Gilligan                                   |
| Fox Mulder wird in einem Traum an eine Stelle geführt, wo er die Leiche eines Mädchens findet. Er erwacht und eilt in den Park in Manassas (Virginia), den er in seinem Traum sah, und findet das Skelett eines Mädchens. Anscheinend wurde das Mädchen von John Lee Roche getötet. Roche ist ein Serienkiller, der in den 1980er Jahren 13 Mädchen ermordet hat, sein Markenzeichen war es, Herzen aus den Kleidern seiner Opfer zu schneiden und als Trophäen zu behalten. Durch Mulders Psychogramm wurde er damals verhaftet, damals arbeitete Roche als Vertreter für Staubsauger. Die Herzen wurden nie gefunden. Die Obduktion zeigt, dass das Mädchen 1975 ermordet wurde, was darauf hindeutet, dass Roche früher zu morden begann, als man bisher annahm. In Roches altem Auto finden die Agenten die Herzen, es sind 16 und die Agenten besuchen Roche um so herauszufinden, wer die zwei anderen Mädchen sind. Roche versucht mit Mulder zu spielen, woraufhin Mulder in der folgenden Nacht davon träumt, dass Samantha nicht von Aliens, sondern von Roche entführt wurde. Am nächsten Tag möchte Mulder von Roche wissen, wo er war als Samantha entführt wurde. Roche erzählt, dass er in Martha’s Vineyard war und Mulders Vater einen Staubsauger verkauft hat. Im Haus seiner Mutter findet Mulder den alten Staubsauger und ihm gelingt es Skinner davon zu überzeugen, dass sie Roche nochmal befragen dürfen. Dieser verrät ihnen den Ort, wo eine Leiche liegen soll. Eine Obduktion der Leiche zeigt, dass es nicht Samantha ist. Roche will die Position von Samanthas Leiche nur dann verraten, wenn Mulder ihn zu dem Haus bringt, wo er sie damals entführt hat. Mulder nimmt Roche heimlich aus dem Gefängnis mit und bringt ihn nach Martha's Vineyard. Mulder bringt ihn in das Sommerhaus seines Vaters, dass erst nach Samanthas Verschwinden in dessen Besitz kam und so überführt Mulder Roche der Lüge. Mulder möchte Roche am nächsten Tag zurück ins Gefängnis bringen, doch als er nach einem Traum über Samantha wieder erwacht, ist Roche mit Mulders Dienstmarke, Pistole und Mobiltelefon verschwunden. In Swampscott (Massachusetts) entführt Roche mit Hilfe von Mulders Legitimation ein Mädchen. Skinner und Scully kommen hinzu und sie durchsuchen Roches Wohnung in Boston und finden ihn in einem stillgelegten Bus mit dem Mädchen. Roche bedroht das Kind mit der Waffe und sagt zu Mulder, dass dieser ohne seine Hilfe nie herausfinden wird, wo Samantha steckt. Mulder erschießt Roche, als dieser auf das Kind schießen will. In seinem Büro steckt Mulder das letzte Herz in seine Schreibtischschublade, in der Ungewissheit, ob es Samantha gehörte oder nicht. |           |                                       |                                    |                      |                                       |                  |                                                  |
| 84 | 11        | Der Chupacabra                        | El Mundo Gira                      | 12. Jan. 1997        | 26. Okt. 1997                         | Tucker Gates     | John Shiban                                      |
| Scully und Mulder untersuchen den Tod von Maria Dorantes, einer illegalen Einwanderin aus Mexiko, die im San Joaquin Valley in der Nähe von Fresno gefunden wurde. Ihr Gesicht ist teilweise zerfressen und während ihrer Ermordung regnete es gelben Regen. Die beiden Brüder Eladio und Soledad Buente waren beide in Maria verliebt und Soledad macht seinen Bruder für Marias Tod verantwortlich. Die Migranten glauben, dass der Chupacabra am Tod von Maria Schuld hat. Mulder erhält Unterstützung von dem mexikanisch-amerikanischen INS-Agenten Conrad Lozano. Zusammen finden sie Eladio, der die anderen Mitgefangenen in Schrecken versetzt. Scully findet heraus, dass Maria durch Pilzwachstum des Gießkannenschimmels getötet wurde. Eladio flüchtet als er zum Gericht gebracht werden soll und tötet dabei den Fahrer des Transporters. Der Tod des Fahrers wurde durch rasches Wachstum von Trichophyton (Fußpilz) getötet. Scully lässt die Pilze von einem Mykologen untersuchen. Das rasche Wachstum der Pilze wird auf ein bisher unbekanntes Enzym zurückgeführt und Scully hält Eladio für den Träger dieses Enzyms. Eladio versucht wieder nach Mexiko zu kommen, aber benötigt hierfür Geld, was er sich bei seiner Cousine Gabrielle leihen will. Schließlich arbeitet er auf einer Baustelle um so an Geld zu kommen. Soledad kommt zur Baustelle, da er seinen Bruder töten will, findet aber nur den toten Vorarbeiter. Eladio flüchtet im Truck des Vorarbeiters und fährt zum Supermarkt, in dem Gabrielle arbeitet und verbreitet so den Pilz noch weiter. Im Supermarkt stellen die Agenten und finden einen toten Angestellten des Marktes. Eladio sucht Gabrielle in ihrer Wohnung auf, durch das Pilzwachstum ist sein Kopf mittlerweile entstellt. Aus Angst gibt sie ihm Geld und belügt die Agenten später bezüglich Eladios Aufenthaltsort. Eladio kehrt ins Camp zurück, wo Maria starb und trifft dort auf Lozano, der Soledad auffordert Eladio zu töten. Da Soledad es nicht schafft auf seinen Bruder zu schießen, kommt es zu einem Handgemenge zwischen Lozano und Soledad, wobei Lozano durch einen versehentlich ausgelösten Schuss ums Leben kommt. Soledad ist selbst Träger des Pilzwachstums und flieht zusammen mit Eladio nach Mexiko. |           |                                       |                                    |                      |                                       |                  |                                                  |
| 85 | 12        | Leonard Betts                         | Leonard Betts                      | 26. Jan. 1997        | 16. Nov. 1997                         | Kim Manners      | Vince Gilligan, John Shiban, Frank Spotnitz      |
| In Pittsburgh wird der Notfallsanitäter Leonard Betts bei einem Unfall seines Rettungswagens geköpft. Später verlässt sein kopfloser Körper das Leichenschauhaus. Scully und Mulder besuchen das Leichenschauhaus und finden Betts’ Kopf im medizinischen Abfall. Scully möchte den Kopf genauer untersuchen, aber als sie damit beginnen will öffnen sich die Augen und der Mund des Kopfes. Mulder schaut sich derweil in Betts’ Wohnung um und nachdem Mulder die Wohnung wieder verlassen hat, steigt Betts aus seiner mit Jod gefüllten Badewanne, sein Kopf ist bereits wieder nachgewachsen. Mulder befragt Michelle Wilkes, die ehemalige Partnerin von Betts bei der Ambulanz, die sich v. a. an Betts’ Gabe erinnert Krebs feststellen zu können. Als ein polymerisierter Schnitt von Betts’ Kopf untersucht wird, entdecken die Agenten, dass sein Frontallappen Zeichen von fortgeschrittenem Krebs aufzeigt. Zudem wird eine Aura-Fotografie gemacht, das Bild zeigt eine Koronaentladung, worauf die Ansätze einer menschlichen Schulter zu sehen sind. Durch Fingerabdrücke findet Scully heraus, dass Betts ein Alter Ego namens Albert Tanner hat. Die Mutter von Albert Tanner, Elaine Tanner, sagt aus, dass ihr Sohn vor sechs Jahren bei einem Autounfall starb. An einem anderen Krankenhaus trifft Wilckes Betts und spricht ihn an, doch der injiziert ihr Kaliumchlorid und sie stirbt. Er wird aber von einem Wachmann an der Flucht gehindert und mit Handschellen an sein Auto gefesselt. Betts gelingt die Flucht, indem er sich einen Daumen abtrennt, um sich der Handschelle zu befreien. In Betts Wagen finden die Agenten entsorgte Krebstumore. Mulder glaubt, dass Betts die Tumore braucht und dass er einen radikalen Sprung in der Evolution darstellt. Das Auto ist auf Elaine Tanner zugelassen, doch sie nimmt ihren Sohn in Schutz. Betts tötet einen Mann, der Lungenkrebs hat. In einem Lagerhaus scheint Betts seinen Körper zu teilen und erstellt so ein Duplikat. Als die Agenten an dem Lagerhaus ankommen flieht das Duplikat in einem Auto, das kurz darauf explodiert. Scully glaubt, dass der Tod von Albert Tanner vorgetäuscht war, doch bei einer Exhumierung findet man dessen Leiche im Sarg. Mulder glaubt, dass Betts seinen kompletten Körper regenerieren kann und er deshalb noch immer auf der Flucht ist. Betts entfernt seiner Mutter einen Krebstumor und ruft dann die Ambulanz. Die Agenten beschatten bereits das Haus und betreten es mit den Sanitätern. Mulder sucht in der Nachbarschaft nach Betts, am Krankenhaus wird Scully klar, dass Betts auf dem Dach des Wagens mitgefahren ist. Betts greift sie an und sagt ihr, sie hätte etwas, das er braucht und so realisiert Scully, dass auch sie an Krebs erkrankt ist. Scully gelingt es Betts mit einem Defibrillator zu töten, doch macht die Krebsdiagnose sie nachdenklich. In der Nacht erwacht sie mit Nasenbluten, was die Diagnose bestätigt. |           |                                       |                                    |                      |                                       |                  |                                                  |
| 86 | 13        | Mutterkorn                            | Never Again                        | 2. Feb. 1997         | 23. Nov. 1997                         | Rob S. Bowman    | Glen Morgan, James Wong                          |
| In Philadelphia verliert Ed Jerse das Scheidungsverfahren gegen seine Frau und betrinkt sich daraufhin in einer Bar. Er wandert durch die Stadt und lässt sich ein Pin-Up Girl im Stile von Sailor Jerry mit dem Spruch Never Again (dt. „nie wieder“) auf den Arm tätowieren. Am nächsten Tag hört er bei der Arbeit wie eine Frau ihn Verlierer nennt und konfrontiert eine Mitarbeiterin damit, die sich aber unschuldig gibt. In Washington, D.C. befragen Scully und Mulder den russischen Informanten Pudovkin, der ein UFO in einer geheimen Forschungseinrichtung gesehen haben will. Zurück im Hauptquartier macht sich Mulder bereit für seinen Urlaub nach Graceland und bittet Scully an Pudovkin dranzubleiben. Scully sieht in dem Fall keinen Handlungsbedarf und streitet mit Mulder über die Ausrichtung ihres Lebens und ihrer Karriere. Ed ist mittlerweile gefeuert und hört in seiner der Wohnung dieselbe Stimme und schreit seine Nachbarin an, da er glaubt, sie sei es. Schließlich tötet er seine Nachbarin und verbrennt ihre Leiche im Heizkessel im Keller des Hauses. Die Stimme spricht wieder zu ihm und er realisiert, dass es das Tattoo ist. Scully ist in Philadelphia und beschattet Pudovkin, der ein Tattoostudio betritt. Im Studio trifft sie auf Ed, der mit dem Tätowierer streitet und die Entfernung seines Tattoos fordert. Ed spricht mit Scully und lädt sie zum Essen ein, doch sie lehnt ab. Scully informiert Mulder darüber, dass Pudovkin ein Betrüger ist und für die russische Mafia arbeitet. Dann trifft sie sich doch mit Ed. Sie ist über sein blutendes Tattoo besorgt, dass er mit einer Zigarette verbrannt hat. Er überzeugt sie, sich auch tätowieren zu lassen und Scully wählt ein Ouroboros auf ihrem Rücken. Die Nacht verbringt sie in Eds Wohnung und Eds Tattoo ist eifersüchtig auf sie. Am nächsten Morgen stehen zwei Polizisten vor der Tür, Scully öffnet, da Ed nicht da ist. Die Polizisten erzählen ihr von der verschwundenen Nachbarin und dass in ihrer Wohnung Blut mit einer ungewöhnlichen Substanz gefunden wurde, einem Mutterkorn-Alkaloid. Sie recherchiert in Eds Laptop und ruft Mulder an, aber legt auf, bevor dieser antwortet. Als Ed wiederkommt erzählt Scully ihm alles und meint auch, dass das Blut seines sei. Sie glaubt, dass die Chemikalien durch das Tattoo in ihre Körper gelangt sind und will, dass sie beide ins Krankenhaus gehen. Ed erzählt ihr von seinem sprechenden Tattoo. Scully geht in den anderen Raum um sich fertig zu machen, Eds Tattoo weist ihn an, zu prüfen mit wem sie zuvor telefoniert hat und er merkt, dass sie beim FBI angerufen hat. Ed attackiert Scully, überwältigt sie schließlich und bringt sie zum Heizofen. Ed kann den Einfluss seines Tattoos brechen, indem er seinen Arm im Ofen verbrennt. In Washington D.C. gratuliert ihr Mulder zu dem Fall und es stellt sich heraus, dass das Tattoo für Eds Halluzinationen verantwortlich war, Scully jedoch nicht genug der Substanzen im Blut hatte um auch Halluzinationen zu bekommen. |           |                                       |                                    |                      |                                       |                  |                                                  |
| 87 | 14        | Memento Mori                          | Memento Mori                       | 9. Feb. 1997         | 30. Nov. 1997                         | Rob S. Bowman    | Chris Carter, Vince Gilligan, John Shiban        |
| Scully erfährt, dass sie einen Krebstumor hat, der nicht oparabel zwischen ihrer Nebenhöhle und dem Telencephalon sitzt. Sie berichtet Mulder und Skinner von der Diagnose und möchte weiterhin arbeiten. Die Agenten fahren nach Allentown (Pennsylvania) um Betsy Hagopian zu besuchen, ein Mitglied von MUFON, bei der ähnliche Symptome festgestellt wurden (siehe auch Staffel 3, Episode 9). Sie erfahren, dass Betsy gestorben ist und bemerken, dass jemand ihre Telefonleitung benutzt um Daten über das Internet von ihrem PC zu kopieren. Sie lassen es auf Kurt Crawford, einem weiteren MUFON-Mitglied, zurückverfolgen. Crawford erzählt ihnen, dass alle MUFON-Mitglieder, die Scully damals traf, an Krebs verstorben sind. Zudem meint Crawford stecke hinter Scullys Erkrankung und ihrer Entführung eine Verschwörung der Regierung. Scully besucht Penny Northern, das letzte noch lebende Mitglied, die in einer Klinik behandelt wird. Mulder findet heraus, dass alle Entführten kinderlos waren, aber in einer Fruchtbarkeitsklinik behandelt wurden. Nachdem Mulder von Scully weggerufen wird, wird Crawford von dem Grauhaarigen-Killer mit einem Stiletto getötet, wodurch klar wird, dass er ein Mensch-Alien-Hybrid war. Scully möchte eine Chemotherapie beginnen, nachdem sie mit Pennys Arzt, Dr. Scanlon, gesprochen hat. Mulder schaut sich in der Klinik um und findet einen lebenden Crawford. Zusammen hacken sie sich in das System der Klinik und finden heraus, dass auch Scully eine Akte dort hat. Mulder bittet Skinner den Krebskandidaten zu treffen um einen Deal zu machen, der Scully rettet, doch Skinner meint, es müsse einen anderen Weg geben. Zusammen mit den Einsamen Schützen bricht Mulder in bewachte Forschungseinrichtung ein und hofft neue Informationen zu bekommen. Skinner versucht derweil selbst mit dem Krebskandidaten einen Deal zu machen und der will auf ihn zurückkommen. Mulder findet heraus, dass Dr. Scanlon mit Klonen Crawfords zusammenarbeitet. Die Klone zeigen Mulder Scullys geerntete Eizellen und sie teilen ihm mit, dass sie die Frauen retten wollen, da sie sie als Mütter ansehen. Zudem wollen sie das Kolonisierungsprojekt untergraben. Mulder nimmt Scullys Eizellen mit sich und wird vom Grauhaarigen-Killer gejagt, doch flüchtet erfolgreich. Er trifft Scully, die ihm sagt, dass Penny gestorben ist und sie nun gegen die Krankheit kämpfen will. Mulder ruft Skinner an und dankt ihm, dass er ihn nicht hat Kontakt zum Krebskandidaten aufnehmen lassen. Doch Skinner bespricht bereits im Verborgenen den Deal mit dem Krebskandidaten. |           |                                       |                                    |                      |                                       |                  |                                                  |
| 88 | 15        | Der Golem                             | Kaddish                            | 16. Feb. 1997        | 2. Nov. 1997                          | Kim Manners      | Howard Gordon                                    |
| In Brooklyn (New York City) steht eine Gruppe von Juden, die dem Chassidismus zugehören zusammen und beerdigen Isaac Luria, der von einer Gruppe von drei Neonazis ermordet wurde. Als letzte verlassen Isaacs Frau Ariel und ihr Vater Jacob den Friedhof. In der Nacht bewegt sich eine unbekannte Person auf dem Friedhof und erschafft eine menschliche Figur aus Schlamm, die zu atmen beginnt. Einer von Isaacs Mördern wird tot aufgefunden und an der Leiche sind Isaacs Fingerabdrücke zu finden, weshalb Scully und Mulder zu ermitteln beginnen. Scully glaubt an Rache und meint die Fingerabdrücke sind gefälscht. Trotzdem bitten sie um eine Exhumierung von Isaac, was Jacob wütend macht. Mulder und Scully befragen Curt Brunjes, den rassistischen Inhaber eines Copyshops im Viertel. Mulder warnt Brunjes, dass die anderen beiden Mörder von Isaac in Gefahr sind. Die beiden Mörder graben Isaac aus und finden seinen Körper völlig intakt vor. Einer der beiden wird ermordet, während der andere gerade die Werkzeuge zum Auto bringt. Scully und Mulder finden bei Isaacs Leiche ein Buch über jüdische Mystik, das in Mulders Händen in Flammen aufgeht. Auf dem Buch steht der Name von Jakob und die Agenten finden ihn in der Synagoge. Dort finden sie auch den erhängten Körper des dritten Mörders von Isaac. Jacob gesteht beide Morde, doch Mulder glaubt, dass es ein Golem war. Dann wird auch Brunjes tot aufgefunden und auf dem Film der Überwachungskamera ist der Golem in der Gestalt von Isaac zu erkennen. Mulder glaubt, dass Ariel den Golem geschaffen hat, der als Stellvertreter von Isaac handeln soll, damit die beiden noch in der Synagoge offiziell heiraten können. In der Synagoge finden die Agenten Ariel und den Golem, die sich das Eheversprechen geben. In einem Kampf werden Mulder und Jacob verletzt und Ariel verwandelt danach den Golem wieder in Schlamm. |           |                                       |                                    |                      |                                       |                  |                                                  |
| 89 | 16        | Unsichtbar                            | Unrequited                         | 23. Feb. 1997        | 7. Dez. 1997                          | Michael Lange    | Howard Gordon, Chris Carter; Idee: Howard Gordon |
| Major General Benjamin Bloch hält eine Rede vor einer Gruppe Vietnamkriegs-Veteranen auf der National Mall. Scully, Mulder und Skinner überwachen die Menge und halten nach einem Attentäter Ausschau. Als die Agenten den Schützen sehen, verschwindet dieser wiederholt und erschwert so die Verfolgung. Mulder richtet seine Pistole auf die panische Menge, nachdem der Schütze kurz vor ihm verschwand. Zwölf Stunden zuvor wird Lieutenant General Peter MacDougal in Fort Evanston (Maryland) in seiner Limousine von dem Schützen erschossen. Bei seiner Leiche wird eine Herz-König-Spielkarte gefunden. Mit diesen Karten markierten US-Soldaten in Vietnam ihre Opfer. Das FBI verdächtigt eine rechte Gruppierung für den Mord verantwortlich zu sein. Mulder und Scully befragen in Virginia Danny Markham, den Anführer dieser paramilitärischen Gruppe, und finden auf dessen Grundstück zahlreiche Waffen und Munition. Zudem findet man ein Bild von ihm und Nathaniel Teager, dem Schützen. Markham sagt aus, dass Teager als Kriegsgefangener in Vietnam dem Tode überlassen wurde. Am Vietnam Veterans Memorial trifft die Witwe eines Soldaten auf Teager, der ihr sagt, dass ihr Mann noch immer am Leben sei, jedoch noch immer in Gefangenschaft ist. Laut Skinner ist Teager offiziell tot, aber Mulder findet heraus, dass es keine eindeutigen Beweise für den Tod Teagers gibt. Mulder befürchtet, dass General John Steffan, der Teagers Sterbeurkunde ausgestellt hat, das nächste Opfer sein könnte. Tatsächlich erschießt Teager den General im Pentagon. Die Sicherheitskräfte hatten Teager nicht bemerkt und Mulder vermutet, dass sich Teager aus dem Blickfeld von Leuten verschwinden lassen kann. Marita Covarrubias informiert Mulder darüber, dass Steffan, MacDougal und Bloch im Auftrag der Regierung die Existenz von Kriegsgefangenen in Vietnam leugneten. Teager versucht auf Bloch zu schießen, doch verwundet dabei nur Skinner. Auf der Flucht wird Teager von den Agenten erschossen. Laut Pentagon handelte es sich nicht um Teager, sondern um eine unbekannte Person, was Mulder für eine Lüge hält. |           |                                       |                                    |                      |                                       |                  |                                                  |
| 90 | 17        | Tempus Fugit – Teil 1                 | Tempus Fugit (1)                   | 16. März 1997        | 14. Dez. 1997                         | Rob S. Bowman    | Chris Carter, Frank Spotnitz                     |
| Max Fenig befindet sich in einem Flugzeug über New York und glaubt von einem Mann verfolgt zu werden. Der Mann baut sich auf der Toilette des Flugzeugs eine Pistole aus Bauteilen zusammen. Plötzlich beginnt das Flugzeug zu vibrieren und ein grelles Licht leuchtet auf. Die Tür des Notaussgangs neben Fenig wird von außen geöffnet. In einer Bar feiern Scully und Mulder Scullys Geburtstag, wo sie Sharon Graffia treffen, die sich als Fenigs Schwester ausgibt. Sie erzählt, dass Max etwas zu Mulder bringen wollte, aber das Flugzeug ist abgestürzt. Die Agenten begeben sich zum Absturzort nach Northville (New York) und nehmen an einer Besprechung der NTSB teil. Mulder glaubt, dass das Flugzeug von Aliens zum Absturz gebracht wurde und dass Fenig von Aliens entführt wurde. Mike Millar, der Chefermittler der NTSB verwirft Mulders Vermutung. Scully und Mulder stellen fest, dass es eine neun-minütige Differenz zwischen dem Zeitpunkt des Absturzes und den Armbanduhren der toten Passagiere gibt. Scott Garrett, ein Mann in Schwarz, entwendet, getarnt als NTSB-Ermittler, die improvisierte Pistole von der Leiche des Mannes, der Fenig verfolgt hat. Zudem entstellt er den Leichnam mit Säure um die Identifizierung zu erschweren. Der Passagier, der neben Fenig saß, wird lebendig gefunden, seine Verletzungen weisen auf die Einwirkung ionisierender Strahlung hin. Sharon Graffia streitet ab, dass Fenig radioaktives Material an Bord brachte, gesteht aber nicht dessen Schwester zu sein. Scully glaubt, dass Fenig Plutonium ins Flugzeug schmuggelte. Mulder glaubt immer noch daran, dass Fenig entführt wurde. Scully informiert Mulder darüber, dass Fenigs Leiche schon von der Absturzstelle entfernt wurde. Sharon Griffan wird in ihrem Hotelzimmer entführt. Mulder identifiziert die Leiche von Fenig und stellt fest, dass allen Toten die Armbanduhren abgenommen wurden. Er widerlegt die offizielle Erklärung der NTSB, dass eine Fehlfunktion den Absturz verursachte und glaubt, dass die fehlende Zeit der Schlüssel zur Lösung ist. Die Agenten befragen Louis Frish, einen Fluglotsen der US Air Force. Frish sagt aus, dass nichts Ungewöhnliches passiert sei. Nachdem die Agenten gegangen sind, diskutiert Frish mit seinem Kollegen über die „Wahrheit“. Millar sagt Mulder, dass der Notausgang des Flugzeugs im Flug von außen geöffnet wurde. Frish findet seinen Kollegen tot auf, eine bewaffnete Gruppe von Männern kommt herbei, doch Frish kann sich verstecken. Frish trifft sich mit Scully und Mulder. Er erzählt, dass das Flugzeug abgefangen wurde und es nach einer Explosion vom Radar verschwand. Mulder glaubt, dass ein UFO daran beteiligt war. Die Agenten und Frish werden nun verfolgt. Millar trifft bei der Absturzstelle auf ein UFO und findet Sharon, die von ihrer Entführung zurückgekehrt ist. Scully und Frish eilen nach Washington, D.C., während Mulder das UFO suchen will. In einer Bar treffen Frish und Scully auf Agent Pendrell, Scott Garrett kommt hinzu und erschießt Pendrell, während Scully und Frish entkommen können. Mulder kommt an den See, wo das UFO vermutet wird, doch ein Suchtrupp ist schon auf der Suche. Mulder taucht auf den Grund des Sees und findet das UFO und den leblosen Körper eines Aliens.                 |           |                                       |                                    |                      |                                       |                  |                                                  |
| 91 | 18        | Tempus Fugit – Teil 2                 | Max (2)                            | 23. März 1997        | 21. Dez. 1997                         | Kim Manners      | Chris Carter, Frank Spotnitz                     |
| Mulder wird vom Militär unter Arrest gestellt, nachdem sie ihn am Strand gestellt haben. In Washington, D.C. kümmert sich Scully um Pendrell, während Garrett entkommt. Frish wird unter die Aufsicht des Militärs gestellt, gegen ihn wird wegen Falschaussage ermittelt. Scully holt Mulder aus dem Arrest und erzählt ihm die offizielle Version des Absturzes. Demnach sind Gonzales und Frish dafür verantwortlich, aber für Mulder ist das UFO der Auslöser des Unglückes. Scully teilt Mulder mit, dass Graffia nicht Max Fenigs Schwester ist, sondern sie sich aus einer Nervenheilanstalt kennen. Die Agenten schauen sich in Fenigs Wohnwagen um, während das Militär das UFO und die Leichen der Aliens aus dem See holen. Millars Ermittlungen erbrachten keine Ergebnisse. Mulder ist der Meinung, dass Fenig Beweise für außerirdisches Leben an Bord der Maschine hatte und er deshalb von Außerirdischen auf dem Flug hätte entführt werden sollen. Durch den Angriff des Abfangjägers des Militärs kam es zum Absturz des Flugzeugs und des UFOs. In Fenigs Wohnwagen findet Mulder einen Abholschein für ein Gepäckstück am Flughafen. Graffia erzählt Scully, dass sie von ihrem ehemaligen Arbeitgeber Technologie stahl, die Fenig für außerirdischen Ursprungs hielt. Diese bestand aus drei Teilen, eines davon hatte Max an Bord, ein Teil ist in ihrem Besitz und das dritte ist versteckt. Am Flughafen in New York holt Mulder die Tasche ab und findet darin den dritten Teil der Technologie. Im Flugzeug auf dem Weg zurück nach Washington D.C. trifft Mulder auf Garrett. Garrett fordert die Herausgabe der Technologie. Plötzlich wird das Flugzeug erschüttert und ein helles Licht leuchtet auf. In Washington D.C. angekommen sind Garrett und die Tasche verschwunden, Mulder hat keine Erinnerung an die Geschehnisse, aber es fehlen ihm neun Minuten. |           |                                       |                                    |                      |                                       |                  |                                                  |
| 92 | 19        | Rückkehr aus der Zukunft              | Synchrony                          | 13. Apr. 1997        | 11. Jan. 1998                         | James Charleston | Howard Gordon, David Greenwalt                   |
| In Cambridge (Massachusetts) haben die beiden Kryotechniker Jason Nichols und Lucas Menand auf der Straße ein Wortgefecht. Ein alter Mann kommt hinzu und warnt Menand davor in Kürze vom Bus überfahren zu werden. Der Sicherheitsdienst des MIT Campus nimmt den alten Mann fest, doch kurz darauf wird Menand tatsächlich vom Bus erfasst und getötet. Scully und Mulder ermitteln und befragen Nichols, der in Gewahrsam genommen wurde, da der Busfahrer meinte, Nichols hätte Menand vor den Bus gestoßen. Der Sicherheitsmann, der den alten Mann abgeführt hat, wird tot aufgefunden. Er ist erfroren, nachdem er einem chemischen Gefriermittel ausgesetzt war. Jason gesteht gegenüber Mulder, dass Menand drohte die Öffentlichkeit über Jasons gefälschte Forschungsergebnisse zu informieren. Der alte Mann tötet Dr. Yonechi, indem er ihm eine chemische Substanz injiziert. Die Agenten sprechen mit Nichols Freundin Lisa Ianelli, die die chemische Verbindung als schnelles Gefriermittel identifiziert, eine Sache, an der Jason jahrelang geforscht hat, diese aber noch nicht erfunden sei. Sie meint, dass wenn Yonechi damit infiziert sei, er noch am Leben sein könnte. Lisa, Scully und einem medizinischen Team gelingt die Reanimation Yonechis, jedoch steigt seine Körperwärme so rasch an, dass er in Flammen aufgeht. Die Agenten erhalten von der Polizei den Hinweis, dass der alte Mann in einem Hotelzimmer lebt und dort finden sie ein Foto, das Jason, Lisa und Yeonechi zeigt. Durch das Bild erkennt Mulder, dass der alte Mann ein Zeitreisender ist, der die Zukunft verändern will und dieser Mann ist Jason Nichols. Lisa trifft auf den alten Mann und stellt ihn zur Rede, dabei injiziert er auch ihr die Chemikalie. Scully gelingt es sie zu retten. Jason konfrontiert sein altes Ich im Computerraum des Labors, als der alte Mann versucht Jason Forschungsergebnisse zu löschen. Der alte Mann erklärt, dass Jason Forschung Zeitreisen ermöglichen wird, zugleich aber auch Chaos bringt. Es kommt zu einem Handgemenge, der alte Mann klammert sich an Jason und geht in Flammen auf, wodurch beide sterben. Später versucht Lisa im Labor die Chemikalie zu rekonstruieren. |           |                                       |                                    |                      |                                       |                  |                                                  |
| 93 | 20        | Ein unbedeutender Niemand             | Small Potatoes                     | 20. Apr. 1997        | 18. Jan. 1998                         | Cliff Bole       | Vince Gilligan                                   |
| Scully und Mulder untersuchen die Geburten von fünf Kindern, die alle mit einem Schwanz geboren wurden. Die Mutter des jüngsten Kindes, Amanda Nelligan, gibt an, dass Luke Skywalker der Vater des Kindes sei. Untersuchungen zeigen, dass alle Kinder denselben Vater haben. Die Eltern der Kinder machen den Leiter einer Fruchtbarkeitsklinik dafür verantwortlich, er nahm bei allen Müttern, außer bei Nelligan, künstliche Befruchtungen vor. In der Klinik findet Mulder den Hausmeister, der offensichtlich auch einen Schwanz hatte. Es stellt sich heraus, dass der Hausmeister Eddie van Blundht der Vater aller Kinder ist. Scully vermutet, dass Eddie K.-o.-Tropfen verwendete, doch Mulder zweifelt daran. Eddie entkommt, da er in der Lage ist die äußerliche Gestalt eines Polizisten anzunehmen. Die Agenten besuchen seinen Vater, einen ehemaligen Zirkusartisten, doch sie erkennen schnell, dass es sich um Eddie handelt, der aber wieder entkommen kann. Eddie transformiert sich in die Gestalt eines der Väter der Kinder und als der echte Mann zuhause aufkreuzt, verwandelt er sich in Mulder und verlässt das Haus. Die Leiche von Eddies Vater wird gefunden und Scully findet bei einer Obduktion heraus, dass er über eine zusätzliche Muskelschicht verfügte. Mulder glaubt, dass Eddie auch diese Muskelschicht hat und so sein Aussehen verändern kann. Eddie besucht in der Gestalt von Mulder Nelligan und zeigt ihr ein Foto von Eddie. Nelligan erzählt, dass sie während der High School mit Eddie ausging, er aber ein Verlierer sei. Eddie geht enttäuscht und der echte Mulder besucht Nelligan. Mulder bemerkt schnell, dass Eddie da war und sucht ihn. Eddie gelingt es Mulder zu überraschen und niederzuschlagen. In Mulders Gestalt überzeugt er Scully davon wieder nach Washington, D.C. zurückzukehren. Scully und Eddie (in der Gestalt von Mulder) legen Skinner ihren Abschlussbericht vor. Am Abend besucht Eddie Scully mit einer Flasche Wein und versucht sie betrunken zu machen. Kurz bevor sie sich küssen kommt der echte Mulder hinzu und unterbricht sie. Eddie verwandelt sich wieder zurück. In der Haft bekommt er ein Muskelrelaxans, damit er sich nicht mehr verwandeln kann. Gegenüber Mulder sagt er, dass er der geborene Verlierer sei, aber Mulder sich das Leben als Verlierer freiwillig aussuchen würde. |           |                                       |                                    |                      |                                       |                  |                                                  |
| 94 | 21        | Der Pakt mit dem Teufel               | Zero Sum                           | 27. Apr. 1997        | 25. Jan. 1998                         | Kim Manners      | Howard Gordon, Frank Spotnitz                    |
| In einem Briefzentrum in Vienna (Virginia) wird eine Frau von einem Schwarm Bienen getötet. Im Auftrag des Krebskandidaten beseitigt Walter Skinner die Beweise am Tatort, sowie Dateien auf Mulders PC. Die Leiche der Frau verbrennt er und gibt sich bei der örtlichen Polizei als Fox Mulder aus, um Blutproben auszutauschen. Als er die Polizeistation verlassen will, wird er von Detective Ray Thomas, der ihn für Mulder hält, aufgehalten. Skinner gelingt es, ihn abzuschütteln und erklärt ihm, dass die Ermittlungen abgeschlossen sind. Zurück in Washington, D.C. trifft Skinner auf Mulder, der bemerkt hat, dass die Ermittlungen manipuliert werden. Zudem weiß Mulder, dass Thomas ermordet wurde, was Skinner schockiert. Später trifft Skinner den Krebskandidaten und den Grauhaarigen Mann, der Thomas ermordet hat. Skinner möchte sich vom Krebskandidaten lossagen, doch der weiß Skinner unter Kontrolle zu halten. Mulder informiert Skinner über die verschwundenen und manipulierten Beweise, die Mordwaffe im Fall Thomas ist jedoch in der Ballistik. Skinner bemerkt, dass es seine Waffe ist und dass er dem Krebskandidaten in die Falle gegangen ist. Im Briefzentrum findet Skinner hinter einer Wand einen Bienenstock mit toten Bienen. Er bringt Proben zu einem Entomologen und erfährt dort, dass Mulder bereits vor einem halben Jahr wegen einer ähnlichen Sache dort war, woraufhin Skinner auch Kontakt zu Marita Covarrubias aufnimmt, die ihm aber nicht helfen kann (Anmerkung: Hierdurch wird eine Brücke zu Folge 1 der vierten Staffel geschlagen, in der die Killerbienen auch eine Rolle spielten.). Der Entomologe wird von den Bienen getötet, seine Leiche zeigt Symptome einer Pockeninfektion. Schnell wird klar, dass die Bienen die Krankheit übertragen und es scheint so, als ob die Bienen durch ein Paket im Briefzentrum freigesetzt wurden. Mulder erkennt auf einem Foto einer Überwachungskamera, dass es Skinner war, der die Beweise manipuliert hat. Der Krebskandidat besucht das Konsortium, das für die Bienen verantwortlich ist. In South Carolina wird eine Schule von einem Bienenschwarm angegriffen und Skinner trifft vor Ort auf Covarrubias, der er mitteilt, dass er die Bienen als Träger von Krankheiten sieht. In Washington D.C. trifft Skinner auf Mulder, doch Skinner gelingt es, dass Mulder versteht, dass er vom Krebskandidaten in eine Falle gelockt wurde. Mulder sorgt daraufhin dafür, dass die Tatwaffe nicht zu Skinner zurückverfolgt werden kann. Skinner stellt wutentbrannt den Krebskandidaten zur Rede. Später ruft Covarrubias beim Krebskandidaten an und der sagt ihr, sie solle Mulder erzählen was er wissen wolle. Bei Covarrubias steht ein Mann, der das Gespräch mithört, aber nicht zu erkennen ist. |           |                                       |                                    |                      |                                       |                  |                                                  |
| 95 | 22        | Todes-Omen                            | Elegy                              | 4. Mai 1997          | 8. Feb. 1998                          | James Charleston | John Shiban                                      |
| Angie Pintero, Besitzer einer Bowlingbahn, schickt seinen autistischen Mitarbeiter Harold Spuller in den Feierabend. Kurz darauf sieht Pintero eine junge Frau eingeklemmt in der Mechanik einer Bowlingbahn. Pintero sieht die Polizei vor seinem Laden stehen und eilt heraus. Die Polizei nimmt draußen einen Leichenfund auf und Pintero erkennt, dass es sich um die junge Frau von der Bowlingbahn handelt. Scully und Mulder ermitteln und vermuten, dass Pintero den Geist der jungen Frau gesehen hat. In der Gegend gab es bereits drei ähnliche Vorfälle. Auf der Bahn, auf der Pintero den Geist sah, sind die Worte She is me (dt. „Sie ist ich)“ geschrieben. Telefonisch geht ein anonymer Hinweis ein, demnach hat ein anderes Opfer She is me als letzte Worte vor ihrem Tod gesprochen. Laut Ergebnis der Obduktion kann dies aber nicht möglich gewesen sein, da ihre Kehle zerquetscht war. Der Anruf kam von einer Telefonzelle in der Nähe einer psychiatrischen Klinik, wo die Agenten auch Harold Spuller treffen. Als Scully wegen Nasenbluten den Waschraum aufsucht, erscheint ihr dort ein Geist, die Leiche der Frau wird kurz darauf gefunden. Im Bowlingcenter entdeckt Mulder, dass Spuller alle Punktebögen aufbewahrt, worunter auch die der Opfer sind. Spuller erblickt plötzlich den Geist von Pintero und eilt zu ihm. Pintero hatte einen tödlichen Herzanfall. Spuller wird wieder in die Klinik gebracht, wo er von Pflegerin Innes gepeinigt wird. Mulder findet Innes später bewusstlos auf, sie gibt an, dass Spuller sie niedergeschlagen hat. Der Patient Chuck Forsch erzählt Scully, dass Innes versucht Spuller zu vergiften und Scully realisiert, dass Innes für die Morde verantwortlich ist. Scully stellt Innes, woraufhin Innes sie attackiert. Durch einen Schuss in die Schulter kann Scully sie überwältigen. Innes gesteht durch Medikamente Spullers Verhalten beeinflusst zu haben und durch die Morde seine Schwärmereien unterbinden zu wollen. Spuller wird kurz darauf tot aufgefunden, Scully erblickt später seinen Geist auf dem Rücksitz ihres Autos. |           |                                       |                                    |                      |                                       |                  |                                                  |
| 96 | 23        | Dämonen                               | Demons                             | 11. Mai 1997         | 22. Feb. 1998                         | Kim Manners      | R. W. Goodwin                                    |
| Mulder hat Flashbacks, in denen er in seine Kindheit zurückblickt. Er und seine Schwester Samantha beobachten ihre streitenden Eltern. Als Mulder erwacht findet er sich in einem Hotelzimmer in Providence (Rhode Island), seine Kleidung ist blutverschmiert. Er kontaktiert Scully, die ihn unter Schock stehend findet. Mulder hat keine Erinnerung, leidet unter starken Kopfschmerzen und aus seiner Waffe wurden zwei Schüsse abgegeben. Zudem besitzt er Schlüssel, die einem Ehepaar namens David und Amy Cassandra gehören. Beim Haus der Cassandras teilt ihnen die Haushälterin mit, dass die Eheleute nicht da sind. Auf einem Bild, dass Amy gemalt hat, erkennt Mulder ein Sommerhaus, das in der Nähe des Sommerhauses seiner Eltern steht. Dort angekommen erleidet er wieder starke Kopfschmerzen und hat Flashbacks, in denen er den jungen Krebskandidaten in seinem Elternhaus sieht. Im Haus finden die Agenten das Ehepaar Cassandra leblos auf, sie wurden erschossen. Mulder wird als Tatverdächtiger von der Polizei verhaftet. Bei der Obduktion findet Scully einen verschorften Kratzer an Amys Stirn, das Blut an Mulders Kleidung gehört zu den Cassandras, doch Mulder will nicht gestehen, da er keine Erinnerungen mehr hat. In Amys und Mulders Blut werden Spuren von Ketamin gefunden. Wieder wird Mulder von Flashbacks heimgesucht. Scully vermutet, dass die Cassandras sich selbst getötet haben, sie waren in psychiatrischer Behandlung. Mulder besuchte die beiden, da er Infos über Amys angebliche Entführung durch Außerirdische einholen wollte. Die Agenten besuchen den Arzt der Cassandras, Dr. Golstein, dieser streitet ab Mulder zu kennen, obwohl Mulder glaubt ihn zu kennen. Wieder hat Mulder Flashbacks und sieht seine Mutter Teena, die mit dem Krebskandidaten streitet. Er fährt zu ihr und fordert von ihr die Wahrheit zu erfahren, doch sie schweigt. Mulder glaubt, dass der Krebskandidat für Samanthas Entführung verantwortlich ist und möchte wissen, wer sein Vater ist. Mulder eilt wieder zu Goldstein und fordert von ihm eine Behandlung, sodass er sich wieder an alles erinnern kann. Immer wieder hat er Flashbacks. Als Scully in der Praxis eintrifft, ist Mulder verschwunden, Goldstein wird verhaftet. Scully findet Mulder im Sommerhaus seiner Eltern, der dort weitere Flashbacks hat. Am Ende wird er vom Mordverdacht freigesprochen. |           |                                       |                                    |                      |                                       |                  |                                                  |
| 97 | 24        | Gethsemane                            | Gethsemane                         | 18. Mai 1997         | 1. März 1998                          | R. W. Goodwin    | Chris Carter                                     |
| Die Folge beginnt in medias res. Die Polizei findet in der Wohnung von Mulder eine Leiche, Scully identifiziert die Leiche und nimmt daraufhin an einem FBI-Ausschuss teil, der von FBI-Sektionschef Blevins geleitet wird, wo sie von ihrer Arbeit mit Mulder an den X-Akten berichtet. Einige Zeit zuvor wird in den kanadischen St. Elias Mountains die gefrorene Leiche eines Aliens gefunden. Der Gruppenleiter der Expedition, Prof. Arlinsky, schickt Eisproben, die Alien-DNA enthalten könnten, an Mulder. Scully untersucht sie und bestätigt, dass außerirdische DNA vorhanden ist, sie wird aber dann von einem Mann angegriffen, der die Proben stiehlt. Scully findet heraus, dass ihr Angreifer, Michael Kritschgau, beim Verteidigungsministerium arbeitet, sie verfolgt ihn und stellt ihn, doch er teilt ihr mit, dass er in Lebensgefahr schwebt. In der Zwischenzeit kehren Mulder und Arlinsky in die Berge zurück und finden die Expeditionsteilnehmer erschossen auf. Nur ein Mann, Babcock, hat überlebt und erzählt ihnen, dass er den Alien versteckt hat. Die Männer bringen die Leiche des Aliens nach Washington D.C., wo Mulder und Arlinsky eine Obduktion vornehmen. Als Mulder sich mit Scully trifft, tötet der Killer Scott Ostelhoff Arlinsky. Mulder trifft Scully und Kritschgau, der sagt, dass alles was Mulder über Außerirdische zu wissen glaubt eine Lüge ist. Die Entführung Samanthas sei fingiert gewesen und die Beweise für außerirdisches Leben seien biologische Anomalien. Der gesamte Alienmythos ist eine Erfindung der US-Regierung, um so von geheimen Militärprojekten abzulenken und auch Scullys Krebserkrankung steht damit in Verbindung. Mulder findet Babcock und Arlinsky tot auf, die Alienleiche ist verschwunden, Mulder zieht sich verzweifelt in seine Wohnung zurück. Die Erzählung springt in die Gegenwart zurück, wo Scully vor dem Ausschuss aussagt, dass Mulder in der vergangenen Nacht durch einen selbst zugefügten Kopfschuss starb. |           |                                       |                                    |                      |                                       |                  |                                                  |